# HMS Crane (U23)
Pour les autres navires du même nom, voir HMS Crane.
Le HMS Crane est un sloop britannique, de la classe Black Swan modifiée, qui participa aux opérations navales contre la Kriegsmarine (marine Allemande) pendant la seconde Guerre mondiale.

## Construction et conception
Le Crane est commandé le 9 janvier 1941 dans le cadre de programmation de 1940 pour le chantier naval de William Denny and Brothers à Dumbarton, en Ecosse. La pose de la quille est effectuée le 13 juin 1941, le Crane est lancé le 9 novembre 1942 et mis en service le 10 mai 1943.
Il a été adopté par la communauté civile de Bethnal Green dans le Greater London, dans le cadre de la Warship Week (semaine des navires de guerre) en 1942.
Les sloops de la classe Black Swan ont fait l'objet de nombreuses modifications au cours du processus de construction, à tel point que la conception a été révisée, les navires ultérieurs (du programme de 1941 et suivants) étant décrits comme la classe Black Swan modifiée. Bien qu'il ait été fixé selon la conception originale, elle a été achevée plus tard que certains des navires de classe modifiés, et avec les modifications apportées lors de sa construction, il était impossible de les distinguer des navires modifiés de Black Swan.
La classe Black Swan modifiée était une version élargie et mieux armé pour la lutte anti-sous-marine de la classe Black Swan, elle-même dérivée des sloops antérieurs de la classe Egret. L'armement principal se composait de six canons antiaériens QF 4 pouces Mk XVI dans trois tourelles jumelles, de 6 canons jumelés de 20 mm Oerlikon Anti-aérien, de 4 canons de 40 mm pom-pom. L'armement anti-sous-marin se composait de lanceurs de charges de profondeur avec 110 charges de profondeur transportées. Il était aussi équipé d'un mortier Hedgehog anti-sous-marin pour lancer en avant ainsi qu'un équipement radar pour le radar d'alerte de surface type 272, et le radar de contrôle de tir type 285,.

## Historique

### Seconde guerre mondiale
Après des essais et sa mise en service opérationnelle en mai 1943, le Crane rejoint les sloops HMS Chanticleer et Pheasant au sein du 7e Groupe d'escorte à Greenock pour l'escorte et le soutien des convois militaires de l'Atlantique à Gibraltar, ainsi que des convois militaires en Méditerranée pour des débarquements alliés en Sicile avec d'autres navires du Groupe pour l'opération Husky.
En septembre 1943, il est déployé avec le 1er groupe de soutien pour les opérations anti-sous-marines conjointes avec RAF Coastal Command dans le golfe de Gascogne contre les sous-marins U-Boote lors du passage vers et depuis les bases en France.
Le 21 novembre 1943, le sous-marin allemand U-538 est coulé dans l'Atlantique Nord au sud-ouest de l'Irlande, à la position géographique de 45° 40′ N, 19° 35′ O par des charges de profondeur de la frégate britannique HMS Foley et le sloop HMS Crane.
Le HMS Crane, accompagné du HMS Cygnet, coulent le 8 avril 1944 le sous-marin allemand U-962 dans l'Atlantique Nord au nord-ouest du cap Finisterre, à la position géographique de 45° 43′ N, 19° 57′ O, par des charges de profondeur.
En mai 1944, il est transféré dans la Manche pour le soutien des alliés prévus pour le débarquement en Normandie pour l'opération Neptune.
De septembre à octobre 1944, il est en réparations après son implication dans une collision avec le vapeur marchand SS Tilapia en subissant des dommages structurels. A la fin des travaux, il est transféré pour le service avec la British Pacific Fleet (flotte du Pacifique britannique).
Il reste jusqu'à la fin de la guerre dans la protection des convois dans le Pacifique.

### Après guerre
Le HMS Crane est resté avec la British Pacific Fleet (flotte du Pacifique britannique) après la capitulation du Japon et est déployé en patrouille basée à Hong Kong jusqu'au réaménagement à Brisbane en Australie à la fin de 1945.
Une fois terminé, le navire est affecté à la 3e flottille de frégates jusqu'en juillet 1946, date à laquelle il retourne au Royaume-Uni. À l'arrivée après être désarmé, il est réduit au statut de réserve à Harwich. Transféré plus tard à la flotte de réserve de Chatham et, en juillet 1951, avancé pour servir avec la 3e flottille de frégates en Extrême-Orient.
Il est remis en service après un passage au radoub pendant laquelle l'équipement de mortier anti-sous-marin Hedgehog est installé et les armes Oerlikon de 20 mm remplacées par des Bofors de 40 mm. En dehors du détachement vers la Méditerranée pendant la crise de Suez en 1956, il reste en Extrême-Orient jusqu'en 1962.
Pendant la crise du canal de Suez, le Crane est légèrement endommagé dans le golfe d'Aqaba lors d'un tir ami par cinq avions israéliens Dassault Mystère IV le confondant avec un navire égyptien tirant à la roquette et au canon et larguant des petites bombes au napalm (toutes évitées). Trois marins sont blessés. Il abat un avion à réaction et un appareil est endommagé - officieusement, il s'écrase en mer plus tard-, c'est la première fois qu'un avion de ce type est détruit par un navire,.
Ce navire est finalement désactivé à la fin de 1962 et déposé à Portsmouth. Lorsqu'il inscrit sur la liste des démolitions en 1965, il est vendu à BISCO pour être démantelé par Lacmots à Queenborough, dans le Kent, où il arrive en mars de la même année.